# Steinfurt (Spalt)
Steinfurt (fränkisch: Schdahfuad) ist ein Gemeindeteil der Stadt Spalt im Landkreis Roth (Mittelfranken, Bayern). Steinfurt liegt in der Gemarkung Großweingarten.

## Geografie
Die Einöde liegt an der Fränkischen Rezat. Ein Anliegerweg führt zu einer Gemeindeverbindungsstraße bei Wasserzell (0,9 km nordwestlich).

## Geschichte
Der Ort wurde 1294 als „molendinum in Steinenfurt“ (= Mühle in Steinfurt) erstmals urkundlich erwähnt, als der Eichstätter Bischof Reinboto von Meilenhart vom Regensburger Bischof Heinrich II. von Rotteneck u. a. diese Mühle eintauschte. Zuvor hatte die Burggrafschaft Nürnberg diese Orte vom Regensburger Bischof zu Lehen bekommen.
Im Jahre 1671 gab es in Steinfurt nur die Getreidemühle als Anwesen. Gegen Ende des 18. Jahrhunderts gab es in Steinfurt weiterhin nur dieses Anwesen. Das Hochgericht übte das eichstättische Pflegamt Wernfels-Spalt aus. Die Mühle hatte das Kastenamt Spalt als Grundherrn. Sie wurde zu dieser Zeit zum Mahlen von Getreide und zum Betreiben eines Sägewerks genutzt.
Im Rahmen des Gemeindeedikts wurde Steinfurt dem 1808 gebildeten Steuerdistrikt Großweingarten und gehörte auch der 1811 gegründeten Ruralgemeinde Großweingarten zugeordnet. Am 1. Januar 1972 wurde Steinfurt im Zuge der Gebietsreform in Bayern nach Spalt eingegliedert.

## Einwohnerentwicklung
| Jahr      | 001818 | 001840 | 001861 | 001871 | 001885 | 001900 | 001925 | 001950 | 001961 | 001970 | 001987 | 002015 |
| Einwohner | 6      | 11     | *      | 6      | 4      | 3      | 4      | 5      | 8      | 8      | 3      | 4      |
| Häuser    | 1      | 1      |        |        | 1      | 1      | 1      | 1      | 1      |        | 1      |        |
| Quelle    | [ 14 ] | [ 15 ] | [ 16 ] | [ 17 ] | [ 18 ] | [ 19 ] | [ 20 ] | [ 21 ] | [ 22 ] | [ 23 ] | [ 24 ] | [ 1 ]  |

## Religion
Der Ort ist römisch-katholisch geprägt und bis heute nach St. Emmeram (Spalt) gepfarrt. Die Einwohner evangelisch-lutherischer Konfession sind nach St. Michael (Fünfbronn) gepfarrt.